# Anne-Antoine-Jules de Clermont-Tonnerre
Anne-Antoine-Jules de Clermont-Tonnerre (Paris, 1 de janeiro de 1749 - Toulouse, 21 de fevereiro de 1830) foi um cardeal francês da Igreja Católica.

## Vida
Anne-Antoine-Jules de Clermont-Tonnerre era filho de Jules Charles Henri, duque de Clermont-Tonnerre e Marie Le Tonnelier de Fontenay-Trésigny. O político Stanislas de Clermont-Tonnerre (1747-1792), assassinado por revolucionários, era seu primo, o general Aimé Marie Gaspard de Clermont-Tonnerre (1779-1865) seu sobrinho.
Depois de se formar em teologia pela Universidade de Sorbonne e ser ordenado sacerdote, de Clermont-Tonnerre serviu como Vigário Geral da Diocese de Besançon por cinco anos. Ao mesmo tempo Commendatore Abade de Montier-en-Der, ele pertenceu à assembléia do clero francês desde 1772.
Nomeado bispo de Châlons e pelo Papa Pio VI em 25 de fevereiro de 1782, foi ordenado bispo em 14 de abril de 1782 por Alexandre Angélique de Talleyrand-Périgord em Paris. Membro dos Estados Gerais em 1789, recusou-se a prestar juramento sobre a constituição civil do clero e exilou-se na Alemanha. Embora tivesse renunciado ao bispado em 15 de dezembro de 1801, voltou a Châlons em 1817.
Em 28 de agosto de 1820, o Papa Pio VII o nomeou arcebispo de Toulouse e o criou cardeal no consistório de 2 de dezembro de 1822. Depois de participar do conclave de 1823, recebeu do novo Papa Leão XII, em 20 de novembro de 1823 o chapéu do cardeal e em 24 de novembro de 1823 a igreja titular da Santissima Trinità al Monte Pincio. O cardeal Clermont-Tonnerre também participou do conclave de 1829 que elegeu o Papa Pio VIII.
Segundo um retrato sobrevivente, o cardeal era Comendador da Ordem do Espírito Santo.

## Link externo
- Anne-Antoine-Jules de Clermont-Tonnerre
- catholic-hierarchy.org